# Jan van Munster

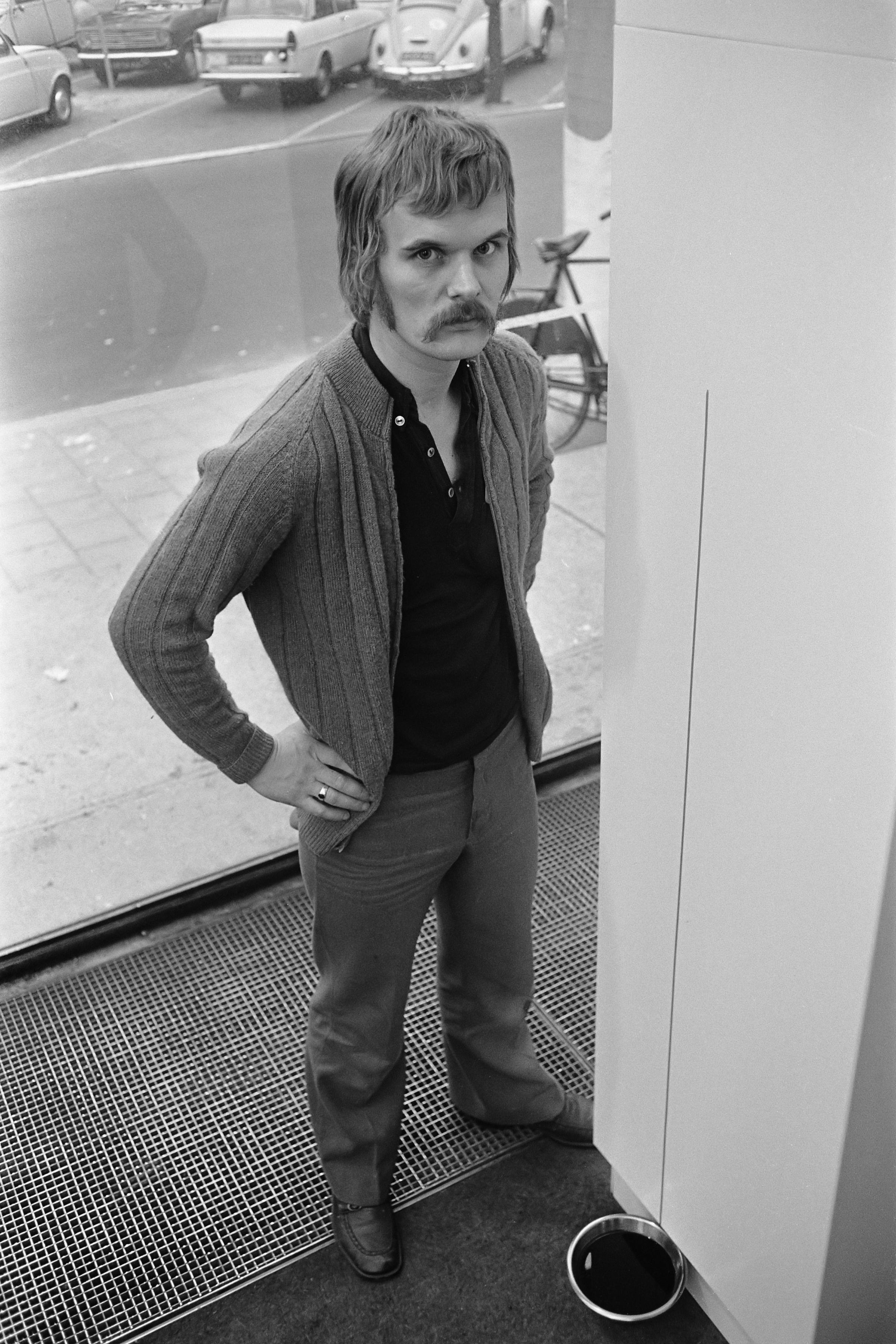
Jan van Munster (1969)

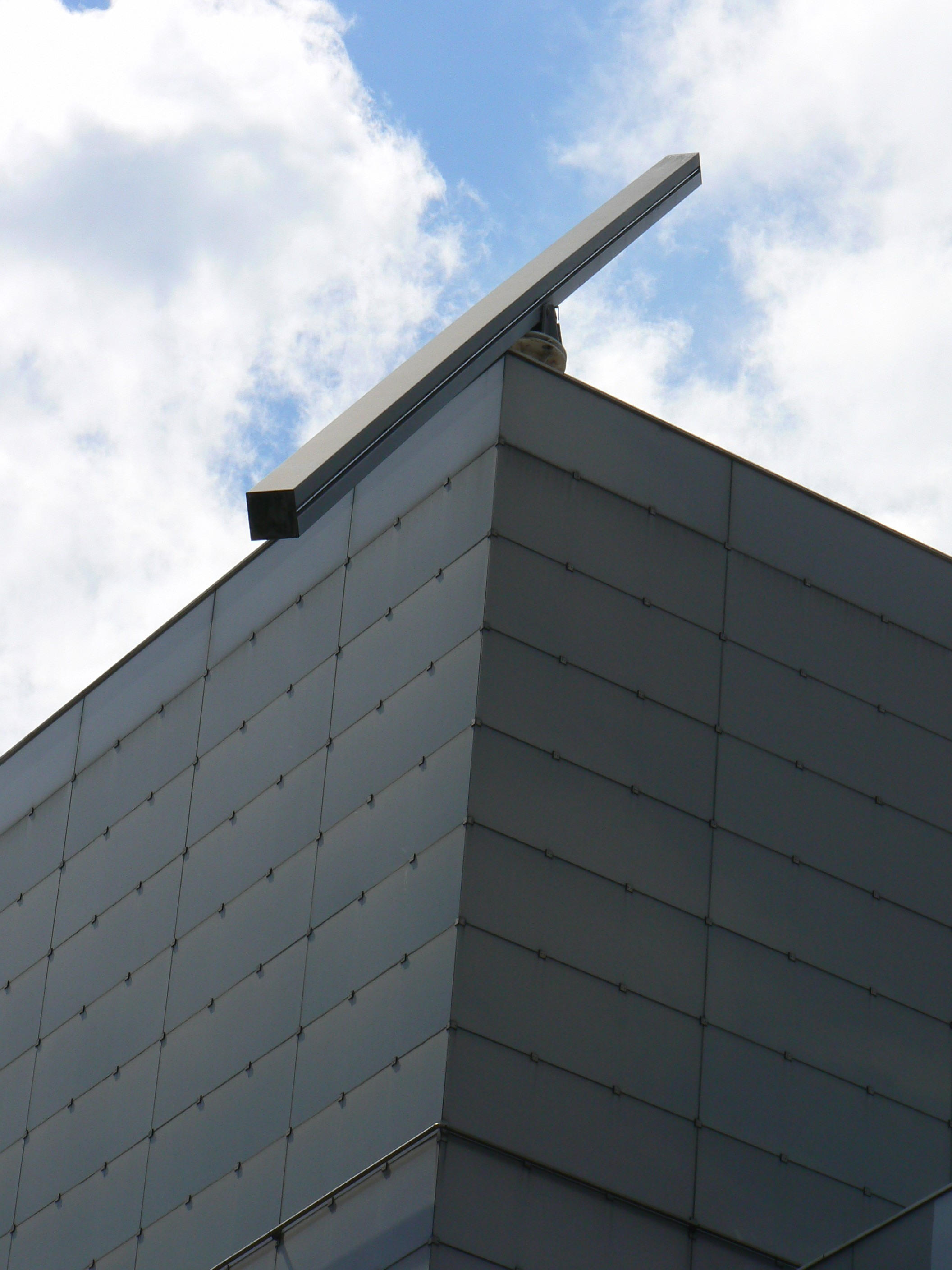
Energielijn in Rotterdam

Jan Nicolaas van Munster (Gorinchem, 3 juli 1939 – 28 mei 2024) was een Nederlandse beeldhouwer, installatie- en lichtkunstenaar.

## Leven en werk
Van Munster studeerde van 1955 tot 1957 aan de Academie van Beeldende Kunsten en Technische Wetenschappen in Rotterdam en van 1957 tot 1960 aan het Instituut voor Kunstnijverheidsonderwijs in Amsterdam. Hij ontving in 1966 de A. Schwartzprijs en in 1971 de Hendrik Chabot Prijs van het Prins Bernhard Cultuurfonds. Van 1968 tot 1970 was hij docent aan de Haarlemse Ateliers '63, van 1974 tot 1977 aan de Rotterdamse kunstacademie en van 1978 tot 1990 aan de Koninklijke Academie voor Kunst en Vormgeving in 's-Hertogenbosch.
Aanvankelijk werkte Van Munster met de materialen hout, steen, brons en glas. Sinds de zeventiger jaren werd de toepassing van licht belangrijker. Ook werd zijn werk minimalistischer. Thematisch draait nu al zijn werk om alle vormen van energie, zoals magnetische krachten, geluid en radioactiviteit. Ook de zogenaamde IK-werken nemen een voorname plaats in zijn werk in. Zijn werken zijn te vinden in vele steden in Nederland en Duitsland.
Van Munster kreeg in 2002 de Wilhelminaring, de oeuvreprijs voor beeldhouwkunst.

Mijn werken gaan over energieën en tegenstellingen: licht en donker, warm en koud, haat en liefde, aantrekken en afstoten, lawaai en stilte

Van Munster overleed in mei 2024 op 84-jarige leeftijd.

## Werken (selectie)
- 1975, circa: De Nooduitgang, Coolsingel te Rotterdam[3]
- 1983: zonder titel, Sowetobrug (destijds nog: Paul Krugerbrug) in Utrecht
- 1985: Energienaald, A6 afrit bij Almere Haven
- 1986: Diagonaal, voor gebouwencomplex Stedin in Utrecht [4]
- 1987: Plus Minus, Beeldenpark van het Kröller-Müller Museum in Otterlo
- 1987: Kruisend Licht, Dreijenplein in Wageningen
- 1988: Energielijn, Rotterdamse Schouwburg in Rotterdam
- 1988: Plus Minus, Computercentrum ABN Amrobank in Amstelveen
- 1989: Energiesculptuur, NS Station in Zwolle
- 1991: Zwerfkei Plus Minus in Gorinchem (met Ewerdt Hilgemann)
- 1997: Sonnenstrahl, Fachhochschule Gelsenkirchen
- 1997: lichtsculptuur zonder titel, Hoofdstraat in Hoogeveen
- 2000: Brainwave, Leopoldina Krankenhaus in Schweinfurt
- 2002: Lichtskulptur Sonnenstrahl für Heilbronn, Wartbergturm in Heilbronn
- 2002: Energiering, Provinciehuis in Arnhem
- 2002: Lichtsäule en Brainwave, Ludwigsplatz in Ludwigshafen am Rhein
- 2003: IK, Park Nieuweroord in Utrecht
- 2003: IK, John F. Kennedylaan in Apeldoorn
- 2004: Ich im Dialog, Zentrum für internationale Lichtkunst in Unna
- 2004: Grasspriet met veel energie, A 12 bij afrit Maanderbroek in Ede
- 2005: Brainwave[5][6], Stadswal in Duivelsgracht in Gorinchem
- 2009: Circle of Energy[7][8], Mechelen

## Fotogalerij

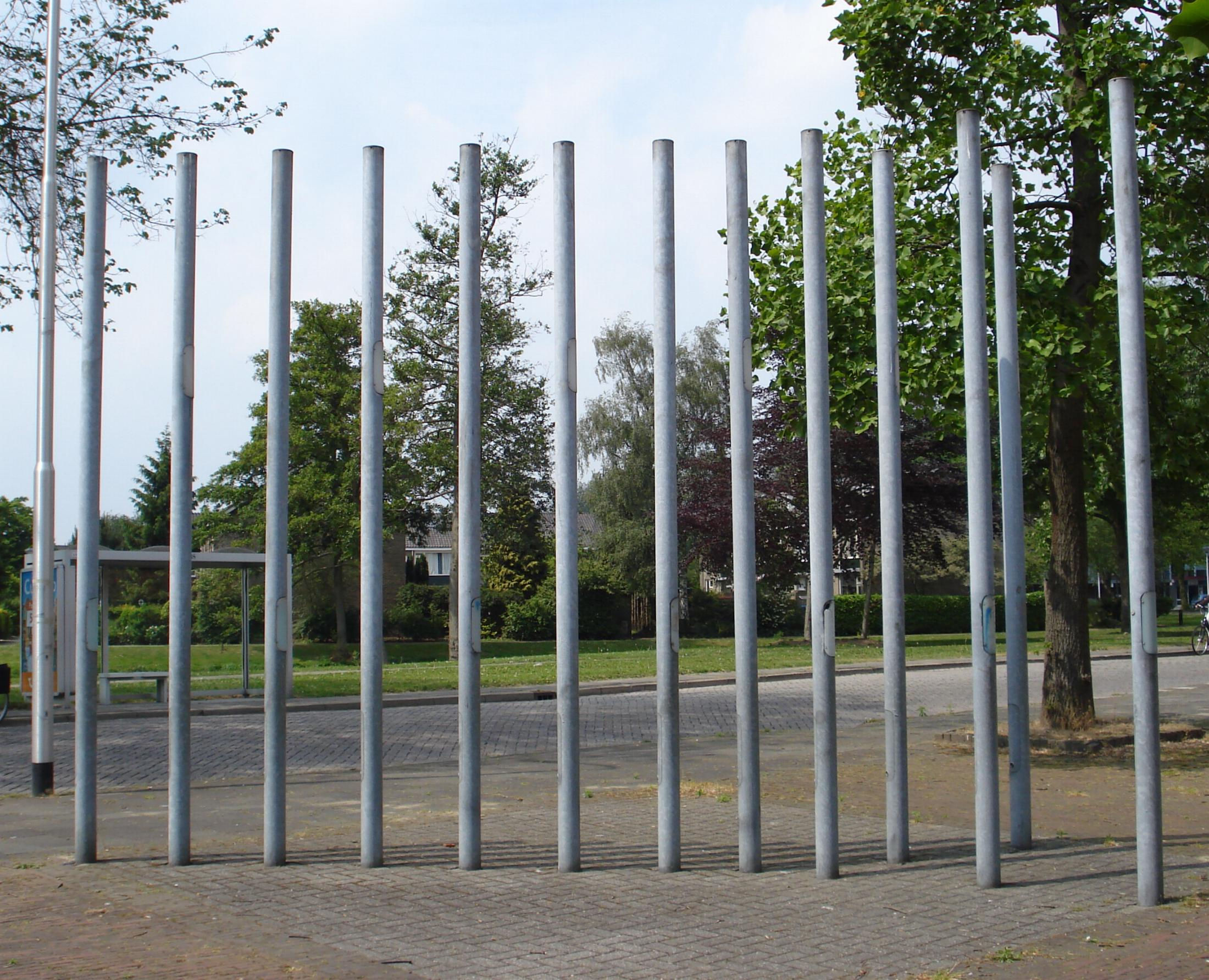
Papyrus, Zwijndrecht
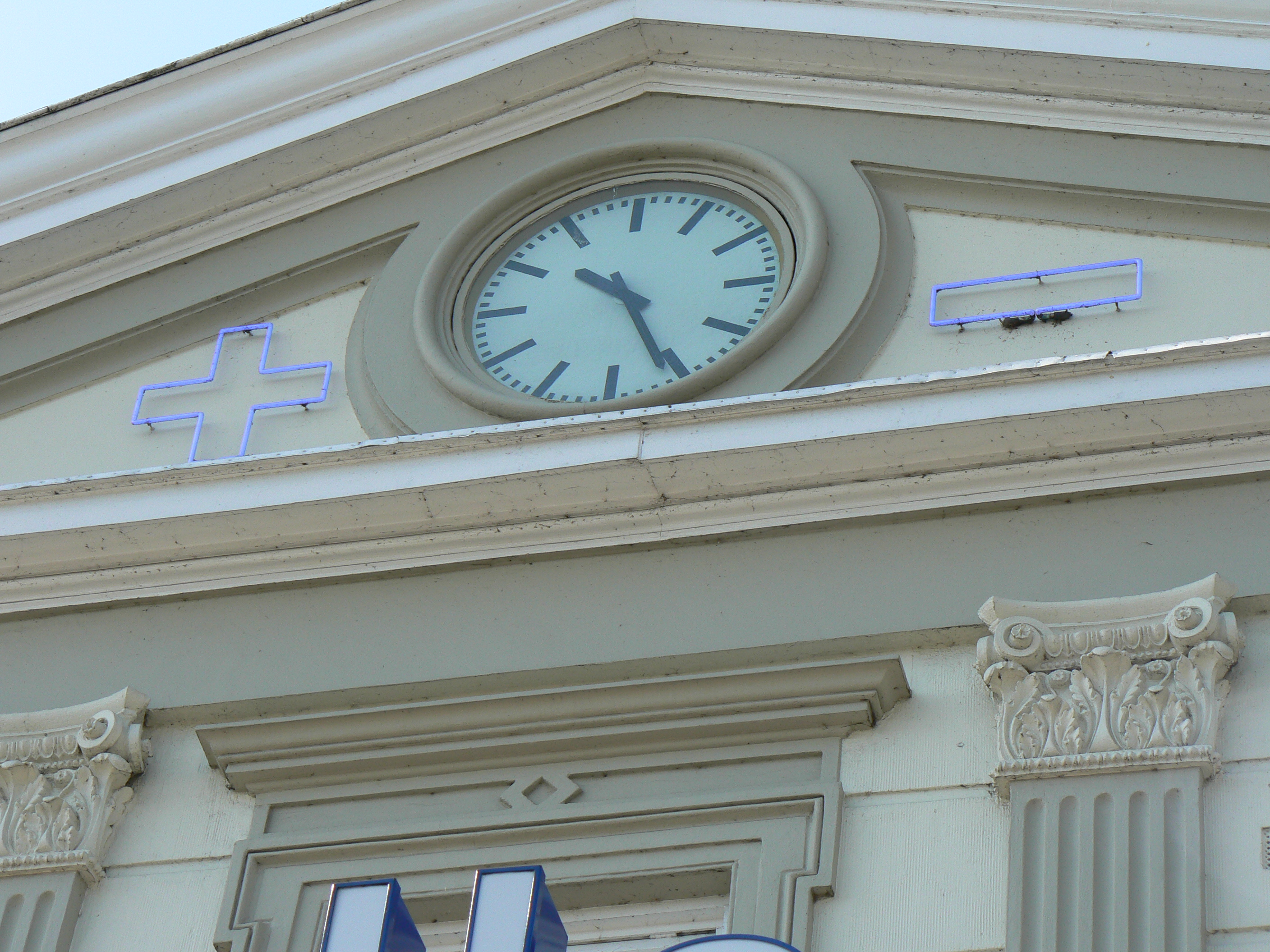
Energiesculptuur, Zwolle
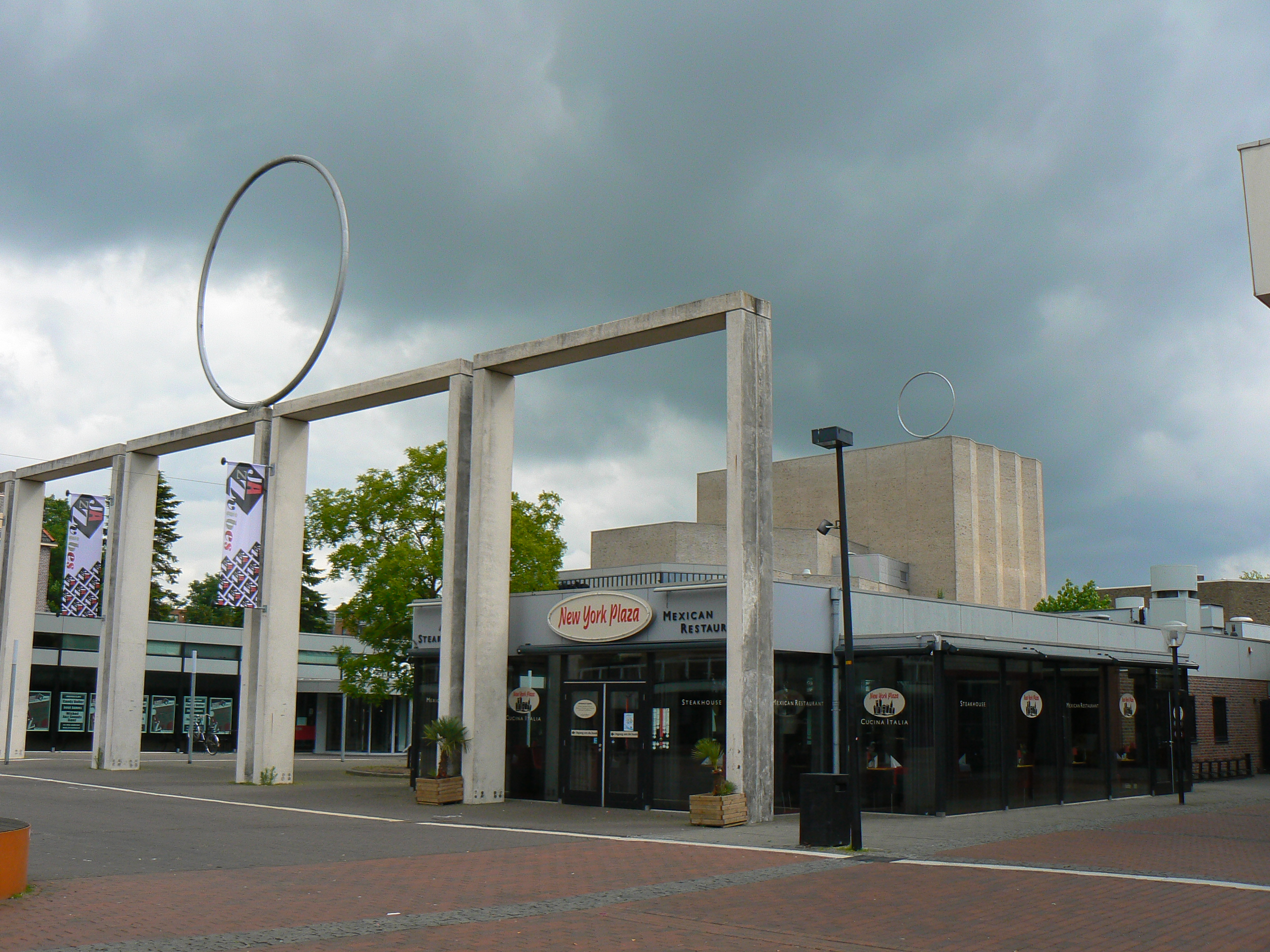
lichtsculptuur, Hoogeveen
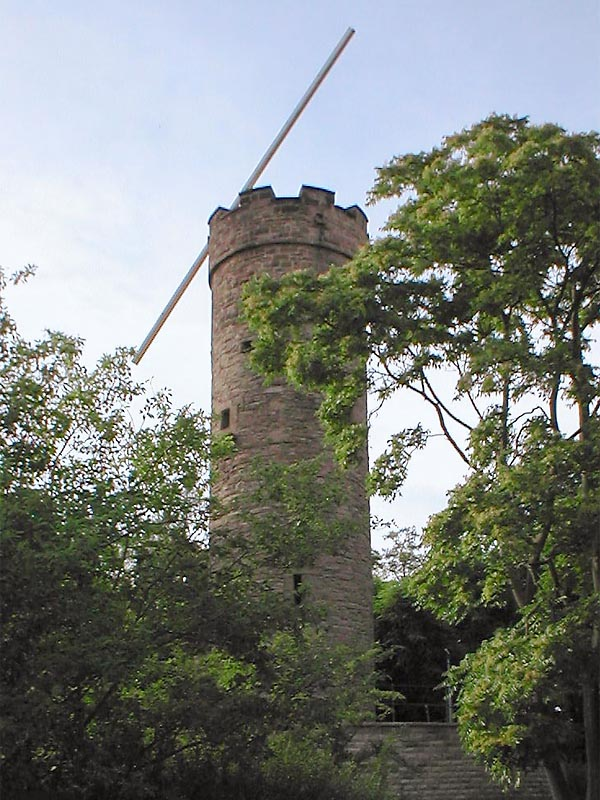
Lichtskulptur Sonnenstrahl für Heilbronn
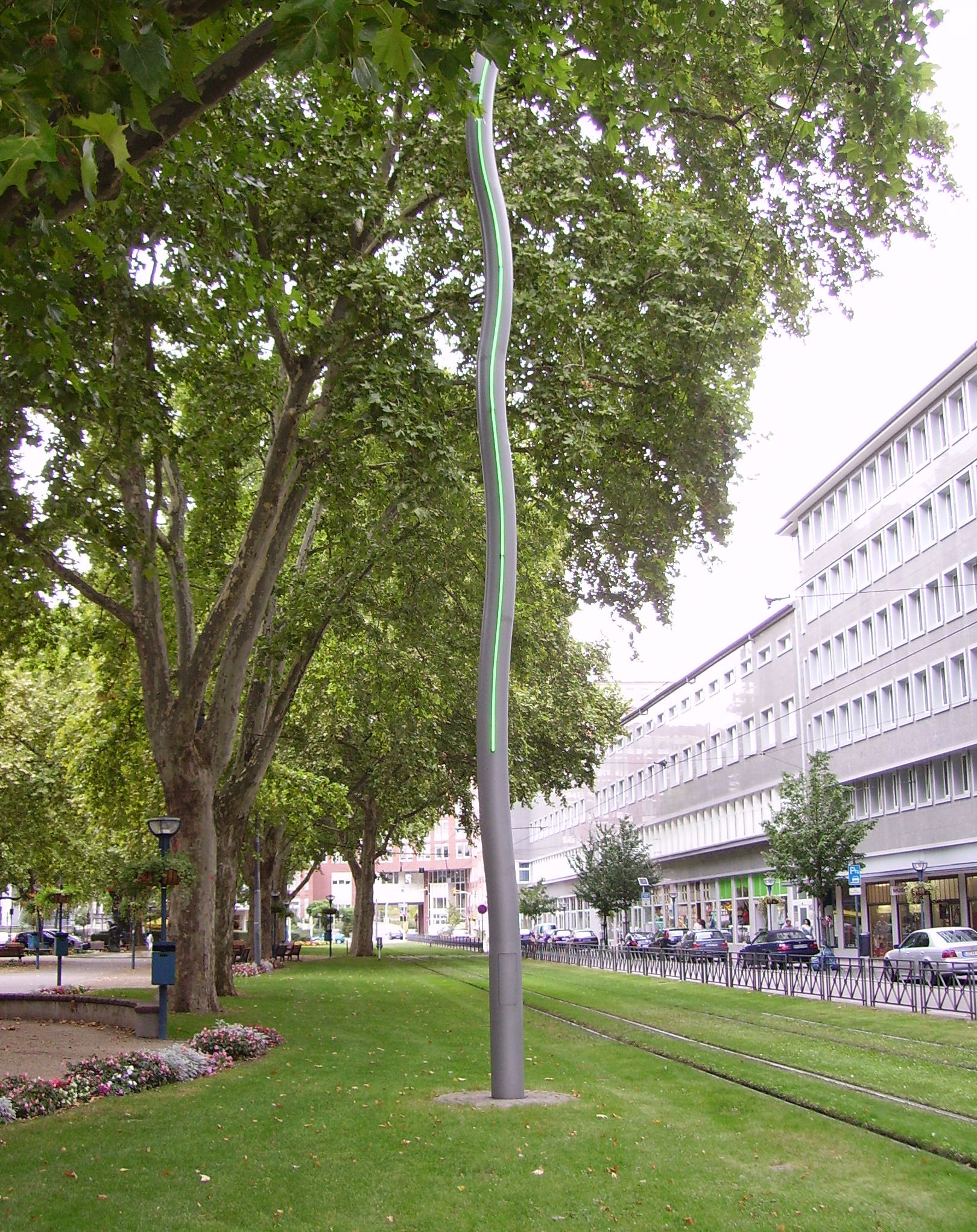
Lichtsäule, Ludwigshafen
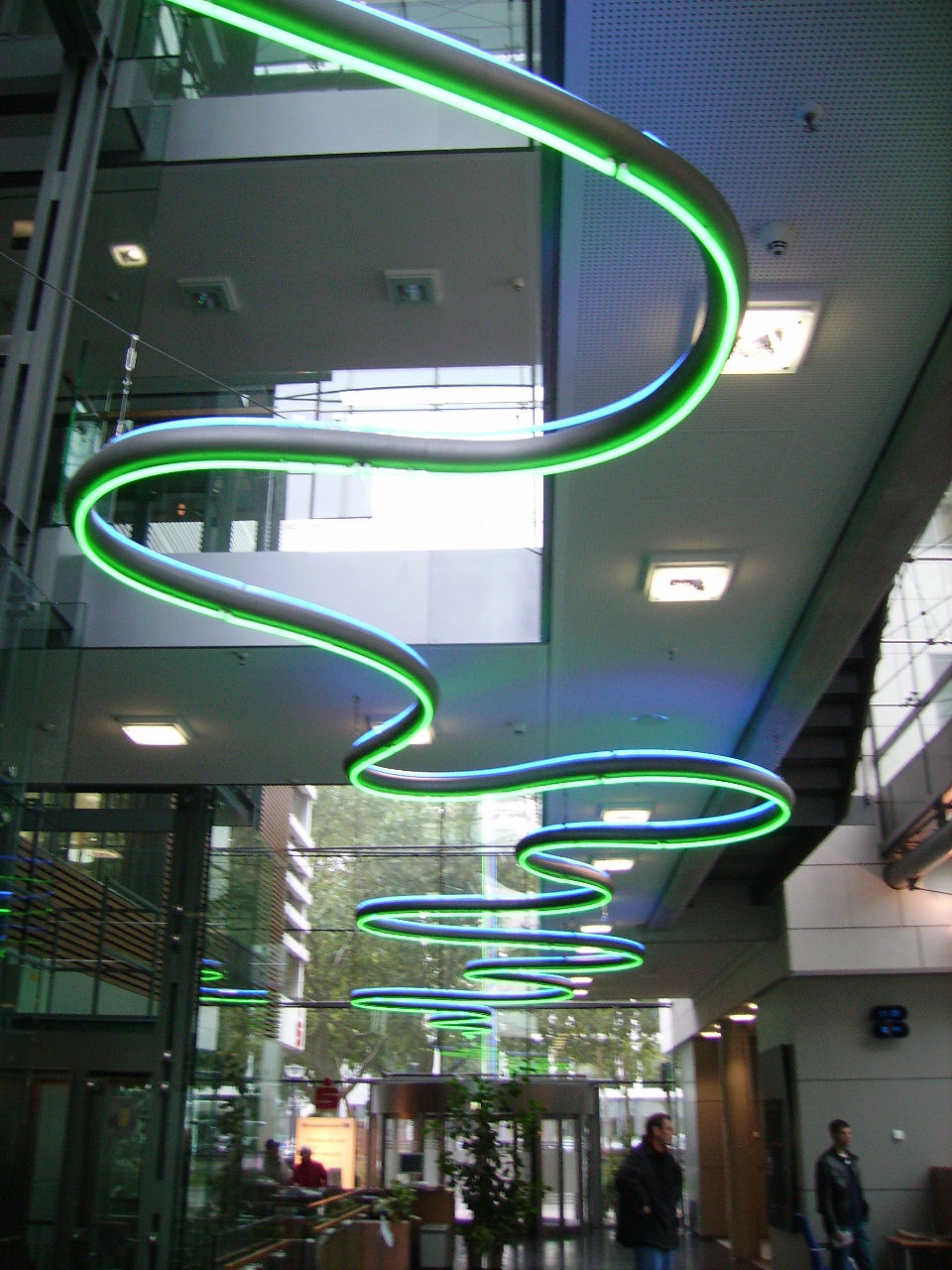
Brainwave, Ludwigshafen
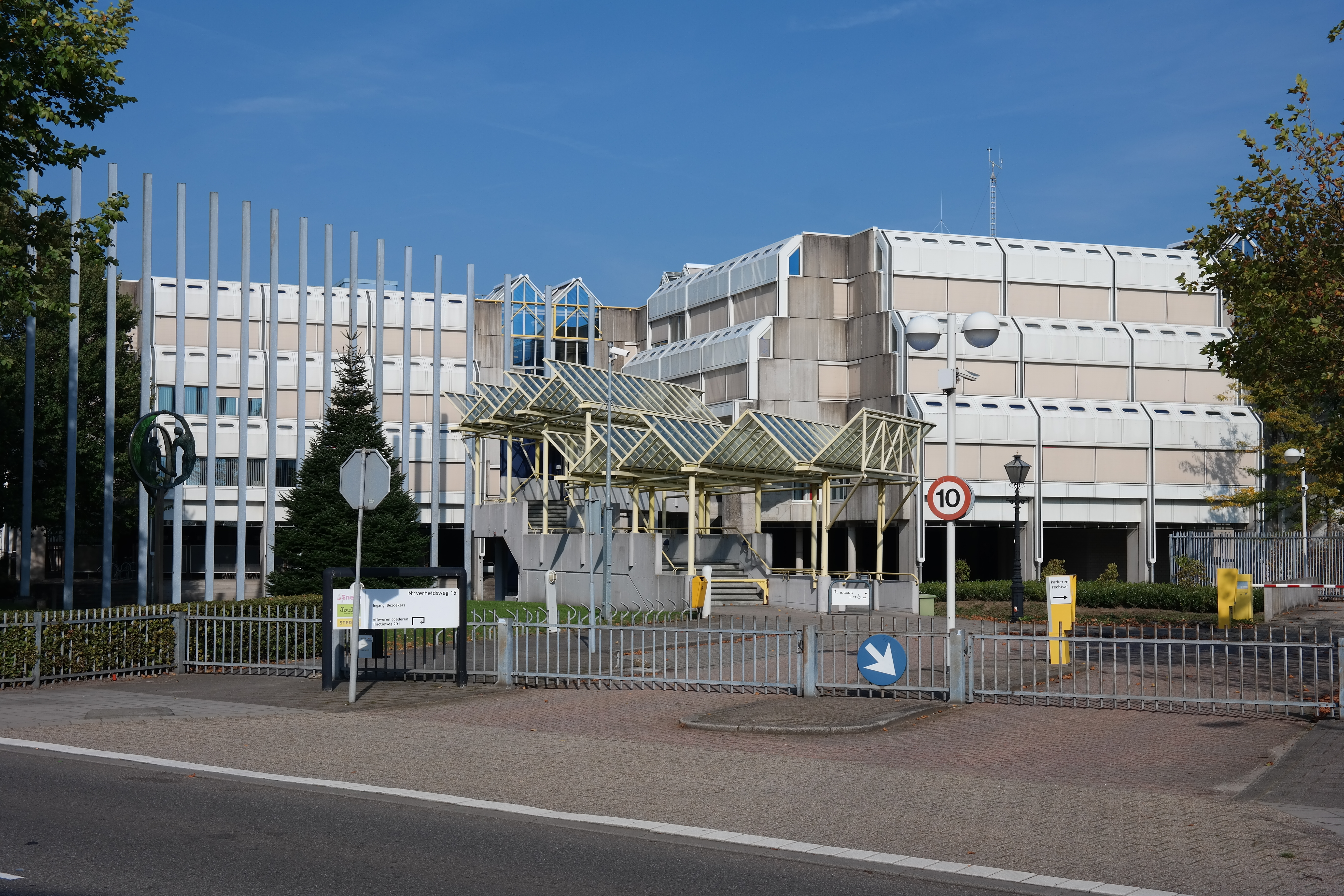
Diagonaal, Utrecht
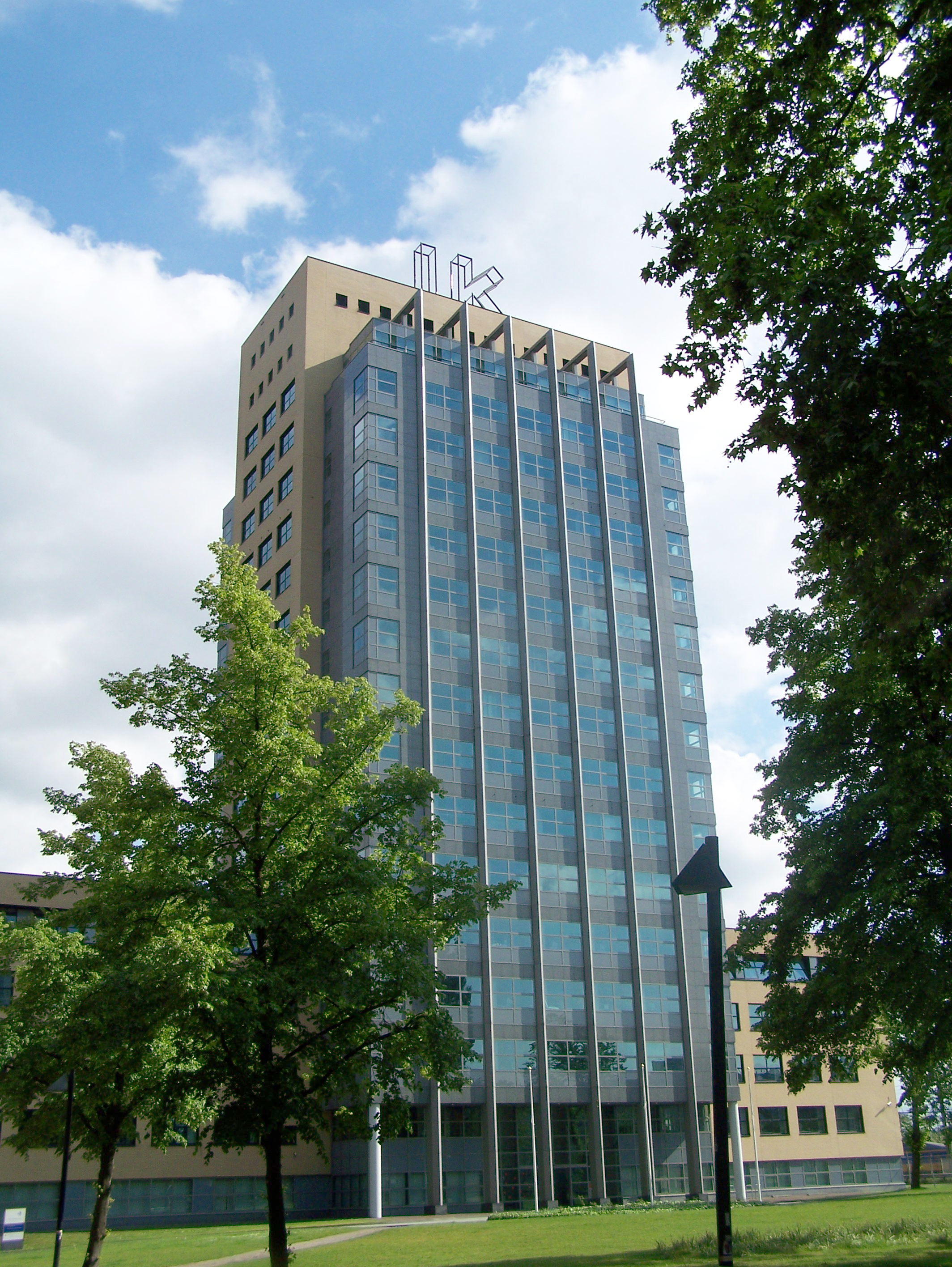
IK, Utrecht
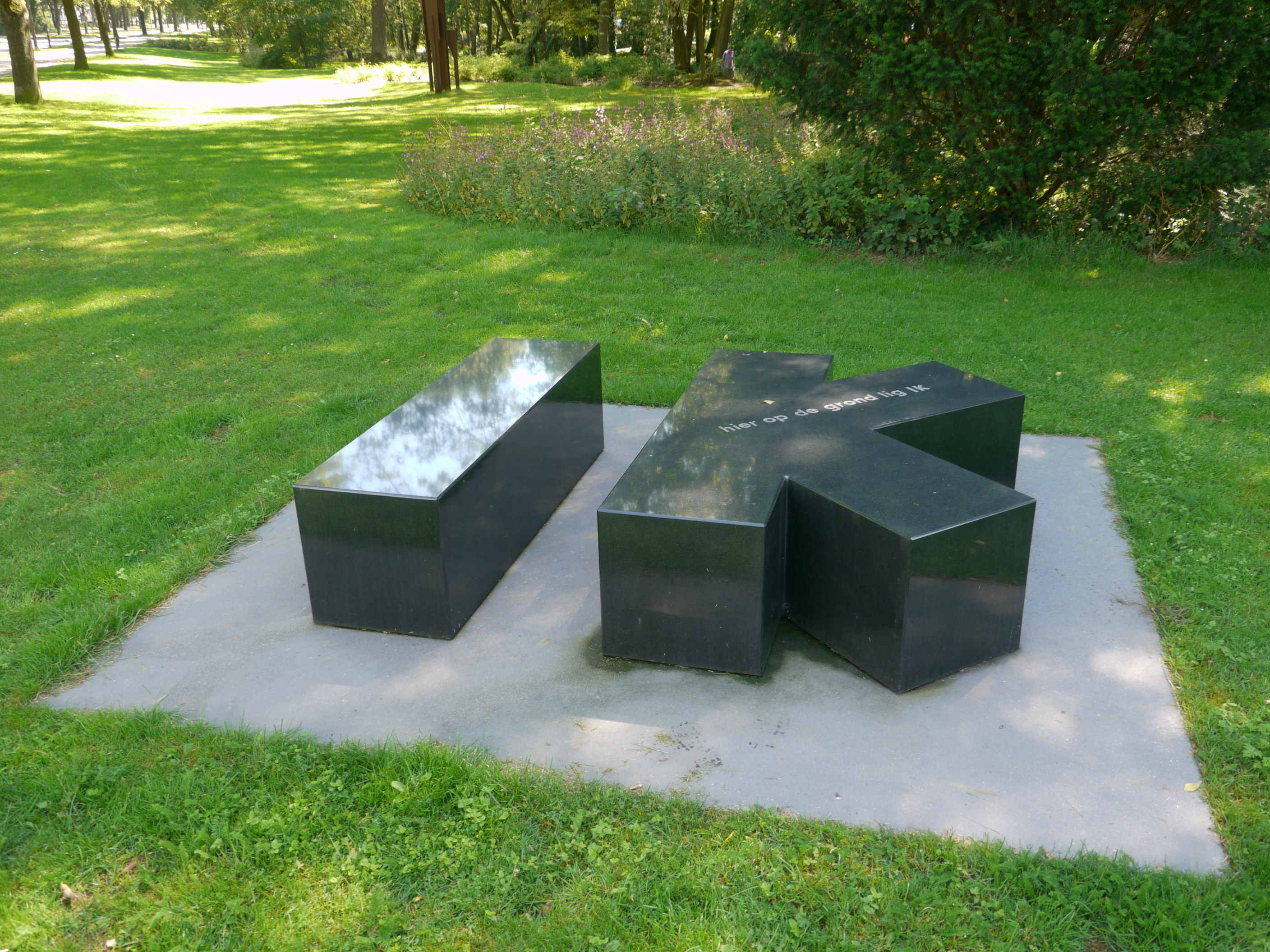
IK, Apeldoorn (2003)
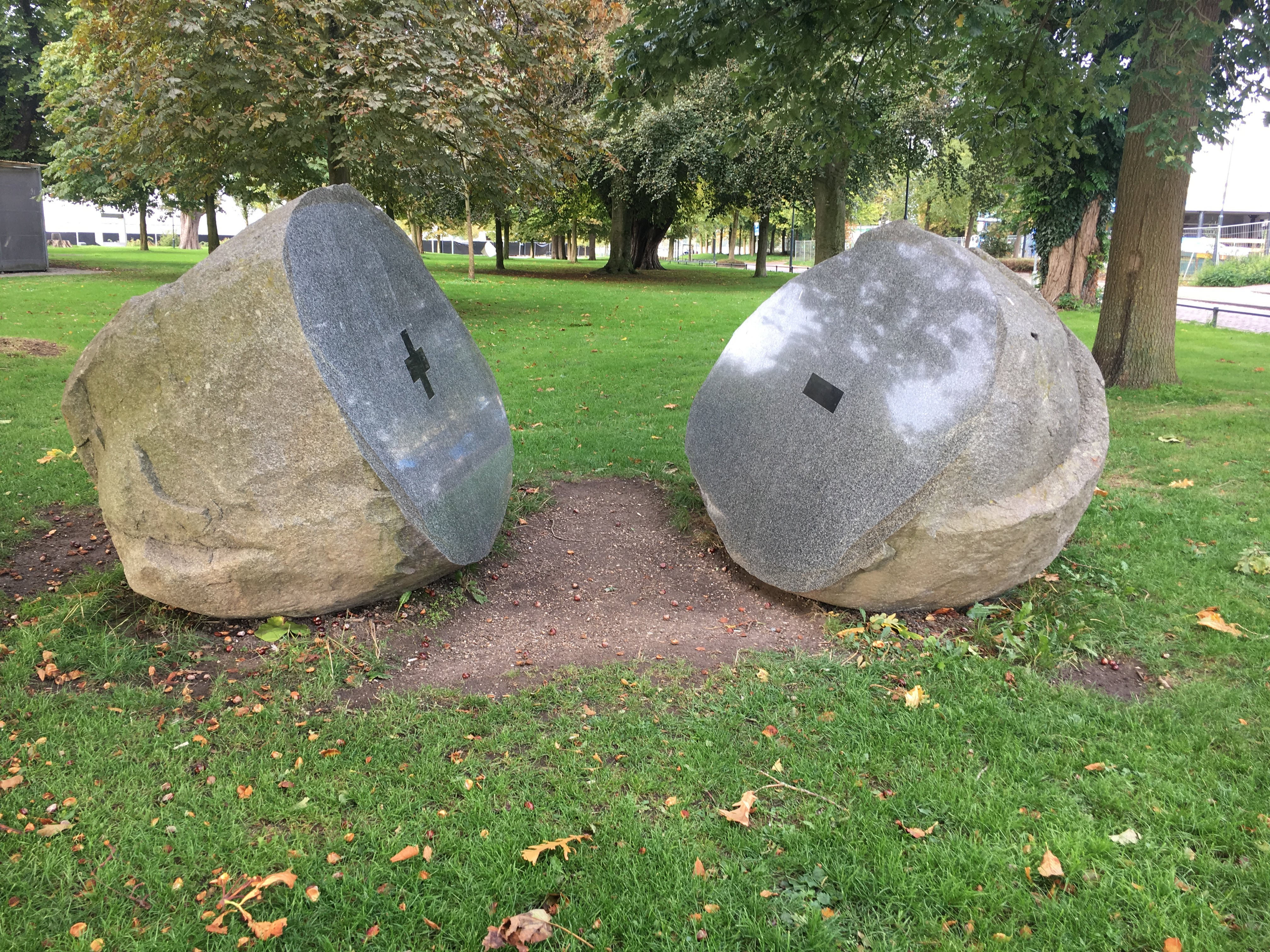
Zwerfkei Plusminus, Gorinchem
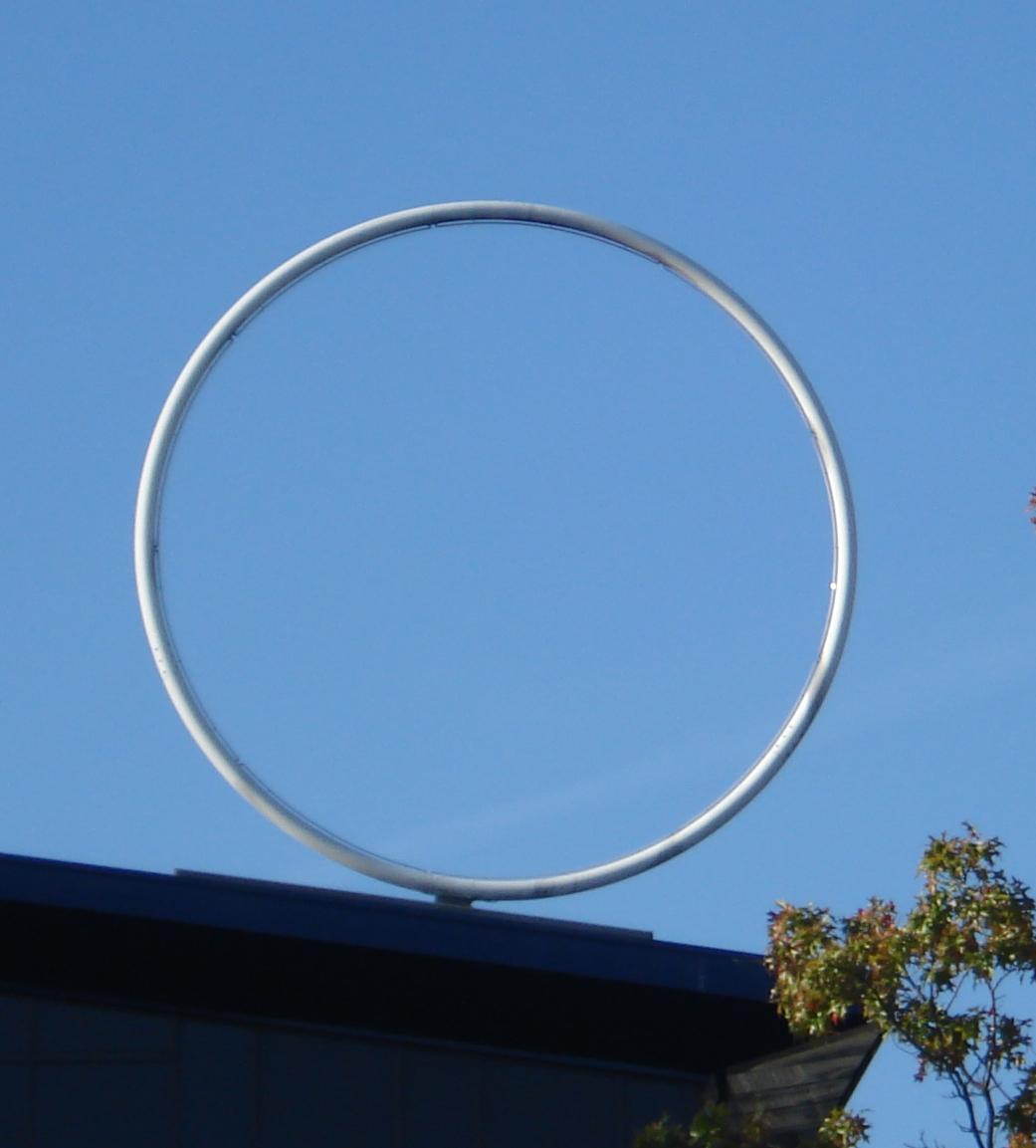
Energiecirkel Gorinchem